# デヤン・ネメツ
デヤン・ネメツ（Dejan Nemec、1977年3月1日 - ）は、スロベニア (旧ユーゴスラビア)・ムルスカ・ソボタ出身の元サッカー選手。現役時代のポジションはGK。

## 来歴
1995年にNKムラでプロデビュー。2000年から3年間はベルギーのクラブ・ブルッヘでプレーし、ベルギー・カップとベルギー・スーパーカップをそれぞれ1度ずつ獲得した。2004年からはスロベニアに帰国してNKドムジャレに加入。クラブの正GKとして2006-07シーズンからのリーグ2連覇に貢献した。
2000年からスロベニア代表に招集され、UEFA EURO 2000と2002 FIFAワールドカップではマルコ・シメウノヴィッチとムラデン・ダバノヴィッチに次ぐチームの第3GKとして大会に帯同した。スロベニア代表での初キャップは2002年12月2日のホンジュラス代表戦であり、前半45分のみプレーした。

## 代表歴

### 出場大会
- スロベニア代表
  - 2002 FIFAワールドカップ

### 試合数
- 国際Aマッチ 1試合 0得点（2002年）[4]

| スロベニア代表 | 国際Aマッチ | 国際Aマッチ |
| 年             | 出場        | 得点        |
| -------------- | ----------- | ----------- |
| 2002           | 1           | 0           |
| 通算           | 1           | 0           |

## タイトル

### クラブ
クラブ・ブルッヘ
- ベルギー・カップ : 1回 (2002)
- ベルギー・スーパーカップ : 1回 (2002-03)

NKドムジャレ
- 1.SNL : 2回 (2006-07, 2007-08)2